# Hypogastrura similis
Hypogastrura similis är en urinsektsart som först beskrevs av Hercule Nicolet 1847.  Hypogastrura similis ingår i släktet Hypogastrura och familjen Hypogastruridae. Inga underarter finns listade i Catalogue of Life.